# Bay Minette
Bay Minette is een plaats (city) in de Amerikaanse staat Alabama, en valt bestuurlijk gezien onder Baldwin County.

## Demografie
Bij de volkstelling in 2000 werd het aantal inwoners vastgesteld op 7820.
In 2006 is het aantal inwoners door het United States Census Bureau geschat op 7697, een daling van 123 (-1,6%).

## Geografie
Volgens het United States Census Bureau beslaat de plaats een oppervlakte van
20,8 km², waarvan 20,7 km² land en 0,1 km² water.

## Plaatsen in de nabije omgeving
De onderstaande figuur toont de plaatsen in een straal van 32 km rond Bay Minette.